# 이름없는 새
《이름없는 새》(일본어: 彼女がその名を知らない鳥たち)는 2017년에 개봉한 일본의 영화이다.

## 개요
누마타 마호카루의 《그녀가 그 이름을 알지 못하는 새들》이라는 소설을 영화화한 작품이다.

## 줄거리
토와코(아오이 유우 분)는 8년 전 헤어진 남자친구 구로사키를 잊지 못한 채 자신을 사랑하지만 혐오스러운 남자 진지(아베 사다오 분)의 집에 얹혀산다. 그러나 토와코는 그의 헌신과 희생을 전혀 고마워하지도 않을뿐더러 함부로 대한다.

### 작품 간략설명
어느날 토와코가 새로운 남자에게 빠지게 되면서 겪는 미스터리한 사건과 비밀을 그려낸 작품이다.

## 출연진
- 아오이 유우 - 토와코 역
- 아베 사다오 - 진지 역
- 마츠자카 토리 - 마코토 역
- 무라카와 에리 - 카요 역
- 아카호리 마사아키 - 사카타 역
- 다케노우치 유타카 - 슌이치 역
- 아카자와 무크 - 미스즈 역
- 아카호리 마사아키 - 사카다 역